# Johannes Bigge
Johannes Bigge (* 1989 in Berlin) ist ein deutscher Jazzmusiker (Piano, Komposition).

## Leben und Wirken
Bigge wuchs in einer Berliner Musikerfamilie auf. Ab seinem achten Lebensjahr erhielt er klassischen Klavierunterricht. Daneben begann er bald zu improvisieren und zu komponieren und in verschiedenen Popbands zu spielen. Mit 16 Jahren gründete er sein erstes Jazztrio, mit dem er regelmäßig in Berlin auftrat. Nach dem Abitur studierte er Jazzpiano an der Hochschule für Musik und Theater in Leipzig bei Richie Beirach; seit 2014 war er Meisterschüler von Michael Wollny.
Bigge gründete 2010 sein Johannes Bigge Trio. In der Besetzung mit der Bassistin Athina Kontou und dem Schlagzeuger Moritz Baumgärtner veröffentlichte er zwei Alben auf dem Musiklabel nWog-Records. Seit 2021 ist der Bassist Robert Lucaciu Teil des Trios. 2024 ist das dritte Album des Trios erschienen. 
Zudem ist Bigge Mitglied der Band von Posaunistin Antonia Hausmann, hat mit dem Singer-Songwriter Felix Meyer aufgenommen und gehört auch dessen Live-Band an. Außerdem war Bigge ab 2014 Teil der Band Athina Kontous, gehörte Luise Volkmanns Band Été Large an und nahm auch mit Damian Dalla Torre auf.
Bigge wurde 2012 mit dem Leipziger Jazznachwuchspreis der Marion Ermer Stiftung ausgezeichnet.

## Diskographische Hinweise
- Johannes Bigge Trio, Pegasus (nWog Records, 2016), mit Athina Kontou, Moritz Baumgärtner
- Luise Volkmann, Été Large: Eudaimonia (nWog Records,  2017), mit Gabriel Lemaire, Emmanuel Cremer, Benoît Joblot bzw. Jan Roth, Vincent Bababoutilabo, Athina Kontou, Otis Sandsjö, Julian Schließmeyer, Fritz Mooshammer, Casey Moir, Laurin Oppermann
- Johannes Bigge Trio, Imago (nWog Records, 2018), mit Athina Kontou, Moritz Baumgärtner
- Johannes Bigge, Der Flaneur (Johannes Bigge spielt Lieder von Felix Meyer) (Löwenzahn, 2021)
- Johannes Bigge Trio, Clay (nWog Records, 2024), mit Robert Lucaciu, Moritz Baumgärtner[4]